# Resolució 1725 del Consell de Seguretat de les Nacions Unides
La Resolució 1725 del Consell de Seguretat de les Nacions Unides fou adoptada per unanimitat el 6 de desembre de 2006. Després de recordar les resolucions sobre la situació a Somàlia, en particular les resolucions 733 (1992), 1365 (2001) i 1407 (2002), el Consell va autoritzar a l'Autoritat Intergovernamental per al Desenvolupament (IGAD) i la Unió Africana a establir una missió de protecció i formació en el país.
La resolució es va implementar el 2007. Els estats que limiten amb Somàlia no desplegaran tropes a la missió de la IGAD-Unió Africana.

## Resolució

### Observacions
El Consell va reiterar el seu compromís de resoldre la crisi a Somàlia a través de la Carta Federal de Transició. Va instar tots els estats, especialment els de la regió, a abstenir-se d'accions en contravenció de l'embargament d'armes. Els membres del Consell van declarar la seva voluntat d'involucrar a les parts que estaven compromesos amb una solució del conflicte de Somàlia, inclosa la Unió de Corts Islàmiques de Somàlia.
Mentrestant, la resolució va declarar que les institucions representatives i un procés polític inclusiu eren crucials per l'estabilitat de Somàlia. Va donar suport als esforços de la Lliga Àrab i de l'IGAD per facilitar el diàleg entre les Institucions Federals Transitòries i la Unió de Corts Islàmiques. A més, el Consell convidaà a la Unió de Corts Islàmiques a posar fi a l'expansió militar i rebutjar l'agenda extremista o els vincles amb el terrorisme internacional.

### Actes
Actuant en virtut del Capítol VII de la Carta de les Nacions Unides, el Consell va reiterar que la Carta i les Institucions Federals de Transició oferien l'únic camí per a la pau i l'estabilitat, i en aquest sentit va encoratjar el diàleg entre les parts somalines i el compliment dels compromisos.
L'IGAD i els estats de la Unió Africana van ser autoritzats a establir una missió de protecció i entrenament a Somàlia, que es revisaria després de sis mesos. Tenia el següent mandat:
(a) monitorar el diàleg entre les Institucions Federals de Transició i la Unió de Corts Islàmiques;
(b) garantir llibertat de moviment i la seguretat de tots els implicats en el procés de diàleg;
(c) mantenir i controlar la seguretat a Baidoa;
(d) protegir els membres i la infraestructura de les Institucions Federals de Transició;
(e) formar les forces de seguretat de les Institucions Federals de Transició.
Els estats que limiten amb Somàlia no desplegaran tropes a la missió de la IGAD-Unió Africana. L'embargament d'armes no s'aplicaria al personal de la missió de IGASOM. Finalment, es va requerir al Secretari General de les Nacions Unides Kofi Annan perquè informés sobre els avenços realitzats per l'operació en un termini de 30 dies i cada 60 dies després.